# Tell Abou Hawam (ancien port)

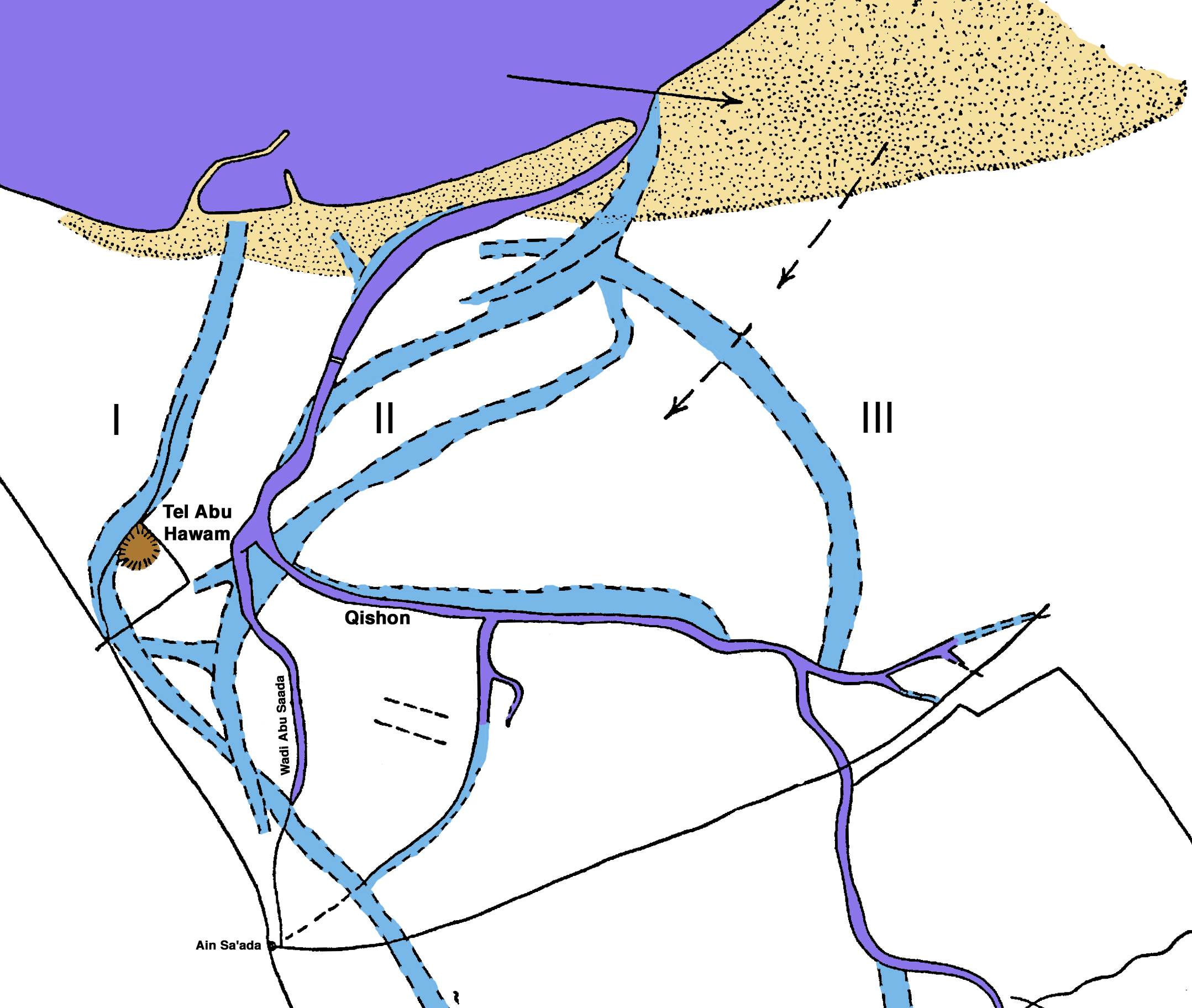
Croquis de la zone où se situe Tell Abu Hawam.

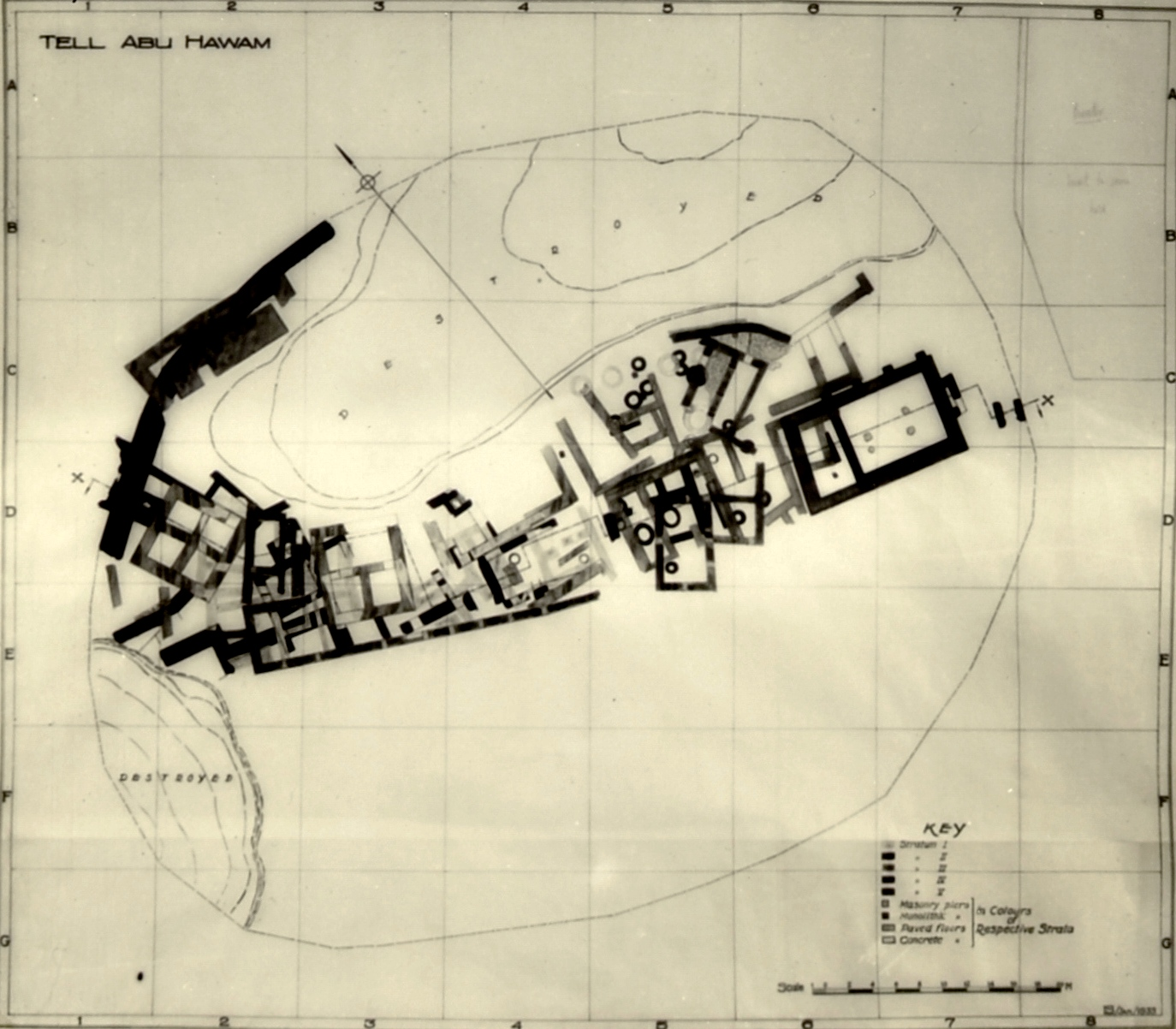
Plan de Tell Abu Hawam de 1932.

Tell Abu Hawam est l’emplacement protégé d’un port de pêche proche de la mer, au bord de la rivière Kishon. Une petite ville existe déjà à la fin de l'âge du bronze, vers 1600 avant notre ère, tout près de l'actuelle Haïfa, au nord-ouest d'Israël. Scylax, un navigateur et géographe grec du VIe siècle avant notre ère, décrit la ville comme étant située « entre la baie et le promontoire de Zeus », ce dernier désignant l'extrémité nord-ouest du mont Carmel. Dû aux inondations et à un changement de cours de la rivière Kishon, le quai des bateaux et le village de pêcheurs, sont déplacés au sud de l'actuel banlieue côtière de Bat Galim. La petite ville originelle s'étend progressivement pour devenir ce qui est aujourd'hui la grande ville de Haïfa. 

## Fouilles archéologiques
Le site est fouillé par une expédition d'archéologues britanniques de 1929 à 1933.
Parmi les découvertes remarquables, un bol en glaçure noire de type « assiette à poisson », portant un graffiti phénicien gravé sur sa face inférieure a été mis au jour lors de ces fouilles archéologiques de 1929 à 1933. Ce le bol est daté du IVe   ou   IIIe siècle avant notre ère.
Ces fouilles archéologiques révèlent qu'au Bronze ancien, ce port de Tell Abu Hawam situé sur la côte du Levant, joue un rôle stratégique pour les échanges en Méditerranée orientale entre l’Anatolie, Chypre et l’Égypte. Le bois nécessaire à la construction de bateaux solides et de leur mât est fourni par les forêts du mont Méron. Le port du Kishon, protégé des vents marins, permet de mettre les voiliers à l’abri des tempêtes. Le partenariat entre Phéniciens et Cananéens sécurise le cabotage.
Le Dr Cemal Pulak est spécialiste de la navigation à l'âge du bronze, du commerce maritime en Méditerranée et la technologie. Il participe actuellement à l'identification des objets contenus l’épave de l’Uluburun. Les analyses ont déterminé avec précision que les ancres du bateau ainsi que la céramique utilitaire (vaisselle, lampes) provient de la région du mont Carmel. Le port d'attache du bateau serait donc un de ceux identifiés dans la région pour le Bronze récent, à savoir Tell Abu Hawam (Haifa, dans la baie d'Acre, à l'embouchure du Kishon) qui sert de port pour la cité de Megiddo, ou bien Tel Dor, Tel Shiqmonah ou Tel Akko. Le site de Tell Abu Hawam a justement livré une quantité importance de céramiques chypriotes, dont une partie était stockée sur place avant d'être expédiée ailleurs.

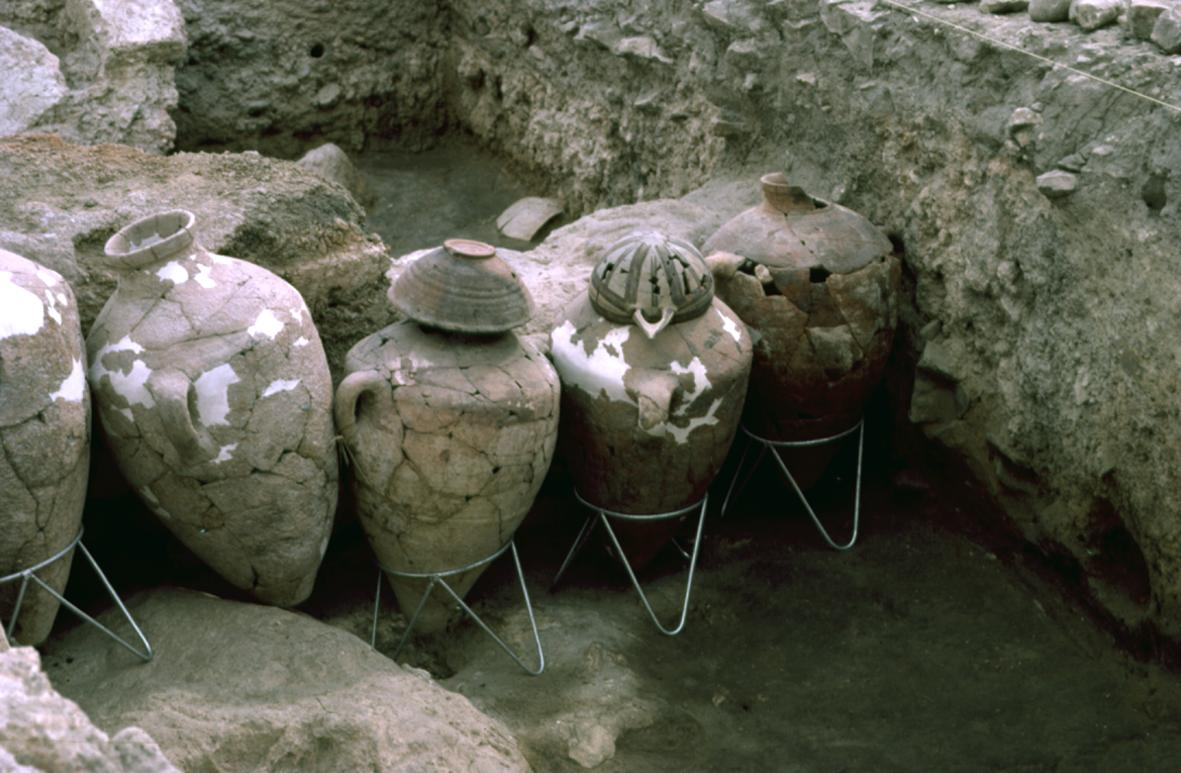
Jarres découvertes sur le site de Tell Abu Hawam.